# Brutal Doom
Brutal Doom (en français : « Destinée brutale ») est un mod du jeu vidéo de tir à la première personne Doom (sorti en 1993), créé par le développeur brésilien Marcos Abenante, connu dans la communauté du jeu sous le pseudonyme de Sergeant Mark IV. Il ajoute au Doom original de nombreux éléments de gameplay ainsi que des ajouts graphiques. Depuis sa première publication en 2010, le développement continue et de nouvelle mises à jour sortent : la dernière version en date est la version 21 Gold mais une version bêta 22 est publiée sur le serveur Discord officiel, permettant à qui le souhaite de participer à son développement par le biais d'un salon dédié,.

## Système de jeu
Brutal Doom ajoute un grand nombre de nouvelles fonctionnalités de jeu telles que : 
- la modélisation du sang qui éclabousse désormais le sol, les murs ainsi que les pieds et poings du joueur ;
- des soldats Marines qu'il faut libérer et qui deviennent les alliés du joueur ;
- la possibilité de conduire des véhicules, de la moto au char d'assaut
- les éliminations furtives[3],[4],[5] ;
- des dégâts plus importants si la tête est touchée ;
- des animations d'exécutions semblables à celles de Mortal Kombat[6],[7] ;
- une IA ennemie considérablement améliorée, avec des personnages se déplaçant différemment et possédant de nouvelles attaques ;

Les nouveautés ne s'arrêtent pas aux fonctionnalités, du travail est effectué concernant l'armement. Les modèles sont mis à jour et de nouvelle armes sont disponibles telles que le lance-flammes, le Unmaker de Doom 64, le fusil à pompe automatique, le lance-grenades. Le joueur peut désormais s'équiper des armes récupérées sur le corps des ennemis vaincus, à l'image du canon lance-flammes du Mancubus ou des missiles à tête chercheuse du revenant. En outre, la mécanique des armes bénéficie de changements, désormais certaines armes doivent être rechargées pour fonctionner, le recul fait son apparition tout comme les organes de visée et les lunettes de tirs.

## Réception
Le mod est mentionné par le développeur John Romero, qui dit en plaisantant que si id Software avait sorti le Doom original avec les caractéristiques de Brutal Doom, ils auraient « détruit l'industrie du jeu ». Cependant, il écrit plus tard sur Twitter que Brutal Doom « n'est pas la façon dont Doom est censé être joué ». Dominic Tarason, de Rock, Paper, Shotgun, fait remarquer que le mod a atteint une telle omniprésence qu'il a engendré toute une scène parallèle de mods et qu'il le considère comme un jeu à part entière à ce stade. TechRadar le qualifie de « mod Doom le plus modernisé et le plus spectaculaire à ce jour ». Chris Plante de Polygon le juge « incroyable », « bouleversant » et « hystérique ». Andras Neltz, de Kotaku, déclare que son créateur est « en passe de devenir l'un des plus grands moddeurs ».
Brutal Doom reçoit le Cacoward en 2011 dans la catégorie de la « Meilleure modification de mécanisme de jeu ». Parallèlement, il est nommé « Modification de l'année » deux fois de suite, en 2012 et 2017, par le site Mod DB.
En 2021, Brutal Doom dépasse les cinq millions de téléchargements sur Mod DB.